# Piaski (Słopnice)
Piaski – część wsi Słopnice w Polsce, położona w województwie małopolskim, w powiecie limanowskim, w gminie Słopnice.
W latach 1975–1998 Piaski administracyjnie należały do województwa nowosądeckiego.